# ヴァーリア (小惑星)
ヴァーリア (987 Wallia) は小惑星帯に位置する小惑星である。ハイデルベルクのケーニッヒシュトゥール天文台でカール・ラインムートによって発見された。
10月13日が祝日の聖ヴァーリアにちなんで命名された。